# Vitalij Aťušov
Vitalij Georgijevič Aťušov rusky Виталий Георгиевич Атюшов (* 4. července 1979, Penza, Sovětský svaz) je bývalý ruský hokejový obránce, který odehrál za kluby Superligy a KHL přes tisíc utkání. Hrál za celkem devět týmů, osm sezón například strávil v Magnitogorsku, čtyři ročníky odehrál za Amur Chabarovsk a kariéru zakončil v sestavě Nižněkamsku v sezóně 2019/20.

## Hráčská kariéra
- 1996-97 Křídla Sovětů Moskva
- 1998-99 Křídla Sovětů Moskva
- 1998-99 Křídla Sovětů Moskva
- 1999-00 Molot Perm
- 2000-01 Molot Perm
- 2001-02 Molot Perm
- 2002-03 Ak Bars Kazaň
- 2003-04 Metallurg Magnitogorsk
- 2004-05 Metallurg Magnitogorsk
- 2005-06 Metallurg Magnitogorsk
- 2006-07 Metallurg Magnitogorsk
- 2007-08 Metallurg Magnitogorsk
- 2008-09 Metallurg Magnitogorsk (KHL)
- 2009-10 Metallurg Magnitogorsk (KHL)
- 2010-11 Metallurg Magnitogorsk (KHL)
- 2011-12 Salavat Julajev Ufa (KHL)
- 2012-13 Salavat Julajev Ufa (KHL)
- 2013-14 Atlant Mytišči (KHL)